# Experience (Album)
Experience (auch bekannt als The Prodigy Experience) ist das Debüt-Studioalbum der englischen Big-Beat-Band The Prodigy. Es wurde am 28. September 1992 von XL Recordings im Vereinigten Königreich und von Elektra Records in den Vereinigten Staaten veröffentlicht. Das Album stieg im Oktober 1992 bis auf Platz 12 der britischen Charts und erreichte dort schließlich Platinstatus.

## Entstehungsgeschichte
Seit Dezember 1990 hatten The Prodigy einen Plattenvertrag. 1991 erschienen die Singles What Evil Lurks, Charly und Everybody in the Place. Der große Erfolg von Charly ermöglichte die Produktion des Albums. Als vierte Single sollte Fire/Jericho für das Album werben. Nach dem Erscheinen des Albums wurde diese Single nochmals veröffentlicht.

## Musikstil
Im Gegensatz zum späteren Werk der Band orientierte sich dieses Album noch an aktueller Tanzmusik wie der zeitgenössischen Rave-Bewegung. Die Breakbeats auf diesem Album lassen die bisher dominierende Acid-House- und Techno-Musik aber bereits hinter sich und weisen voraus auf Musikstile der späteren 1990er wie Drum and Bass oder Big Beat. Doch erst mit dem Nachfolgealbum fand die Band einen eigenständigen Stil. 

## Versionen
Am 19. Juni 2001 erschien in den USA eine längere Version des Albums inklusive einer Bonus-CD mit Remixen und B-Seiten.
Am 4. August 2008 erschien mit Experience Expanded eine remasterte Version dieses Albums.

## Titelliste

### Originalalbum
Das Originalalbum wurde am 28. September 1992 erstmals veröffentlicht.
| Nr.          | Titel                                         | Länge |
| ------------ | --------------------------------------------- | ----- |
| 1.           | Jericho                                       | 03:42 |
| 2.           | Music Reach (1/2/3/4)                         | 04:12 |
| 3.           | Wind It Up                                    | 04:33 |
| 4.           | Your Love (Remix)                             | 05:30 |
| 5.           | Hyperspeed (G-Force Part 2)                   | 05:16 |
| 6.           | Charly (Trip Into Drum And Bass Version)      | 05:12 |
| 7.           | Out Of Space                                  | 04:57 |
| 8.           | Everybody In The Place (155 And Rising)       | 04:10 |
| 9.           | Weather Experience                            | 08:06 |
| 10.          | Fire (Sunrise Version)                        | 04:57 |
| 11.          | Ruff In The Jungle Bizness (Fairground Remix) | 05:10 |
| 12.          | Death Of The Prodigy Dancers (Live)           | 03:43 |
| Gesamtlänge: | Gesamtlänge:                                  | 59:28 |

### 2001 US "Expanded: Remixes & B-Sides" Edition
Diese Version wurde in den USA am 19. Juni 2001 mit einer Bonus-CD mit Remixen und B-Seiten veröffentlicht.
CD 1 enthält das Originalalbum remastered ohne Bonustracks.
| Nr.          | Titel                                              | Länge |
| ------------ | -------------------------------------------------- | ----- |
| 1.           | Your Love                                          | 06:02 |
| 2.           | Ruff In The Jungle Bizness (Uplifting Vibes Remix) | 04:16 |
| 3.           | Charly (Alley Cat Remix)                           | 05:21 |
| 4.           | Fire (Edit)                                        | 03:24 |
| 5.           | We Are The Ruffest                                 | 05:18 |
| 6.           | Weather Experience (Top Buzz Remix)                | 06:53 |
| 7.           | Wind It Up (Rewound)                               | 06:21 |
| 8.           | G-Force (Energy Flow)                              | 05:23 |
| 9.           | Crazy Man                                          | 04:05 |
| 10.          | Out Of Space (Techno Underworld Remix)             | 04:44 |
| 11.          | Everybody In The Place (Fairground Remix)          | 05:07 |
| Gesamtlänge: | Gesamtlänge:                                       | 56:54 |

### 2008 UK "Expanded: Remixes & B-Sides" Edition
Diese Version wurde im Vereinigten Königreich am 4. August 2008 mit einem goldenen Cover und zwei zusätzlichen Bonus-Tracks auf der Bonus-CD veröffentlicht.
| Nr.          | Titel                              | Länge |
| ------------ | ---------------------------------- | ----- |
| 12.          | Android (What Evil Lurks EP)       | 05:04 |
| 13.          | Out Of Space (Live Pukkelpop 2005) | 03:27 |
| Gesamtlänge: | Gesamtlänge:                       | 65:25 |

## Singles
Folgende Singles wurden aus Experience ausgekoppelt:
- Charly (August 1991)
- Everybody In The Place (Dezember 1991)
- Fire/Jericho (September 1992)
- Out Of Space (November 1992)
- Wind It Up (Rewound) (März 1993)